# Six Flags Magic Mountain
Six Flags Magic Mountain é um parque temático de 262 acres localizado em Valencia, norte de Los Angeles, Califórnia, Estados Unidos. Ele abriu em 30 de maio de 1971 como Magic Mountain, um desenvolvimento da Newhall Land and Farming Company.  Em 1979, o Six Flags adquiriu o parque e incluiu o nome "Six Flags" ao título do parque.
Com 19 montanhas-russas, o Six Flags Magic Mountain possui o recorde mundial de maior quantidade de montanhas-russas em um parque de diversão. Em 2013, o parque teve cerca de 2,9 milhões de visitantes, sendo o quinto parque com maior público entre os parques de diversão sazonais da América do Norte.

## História

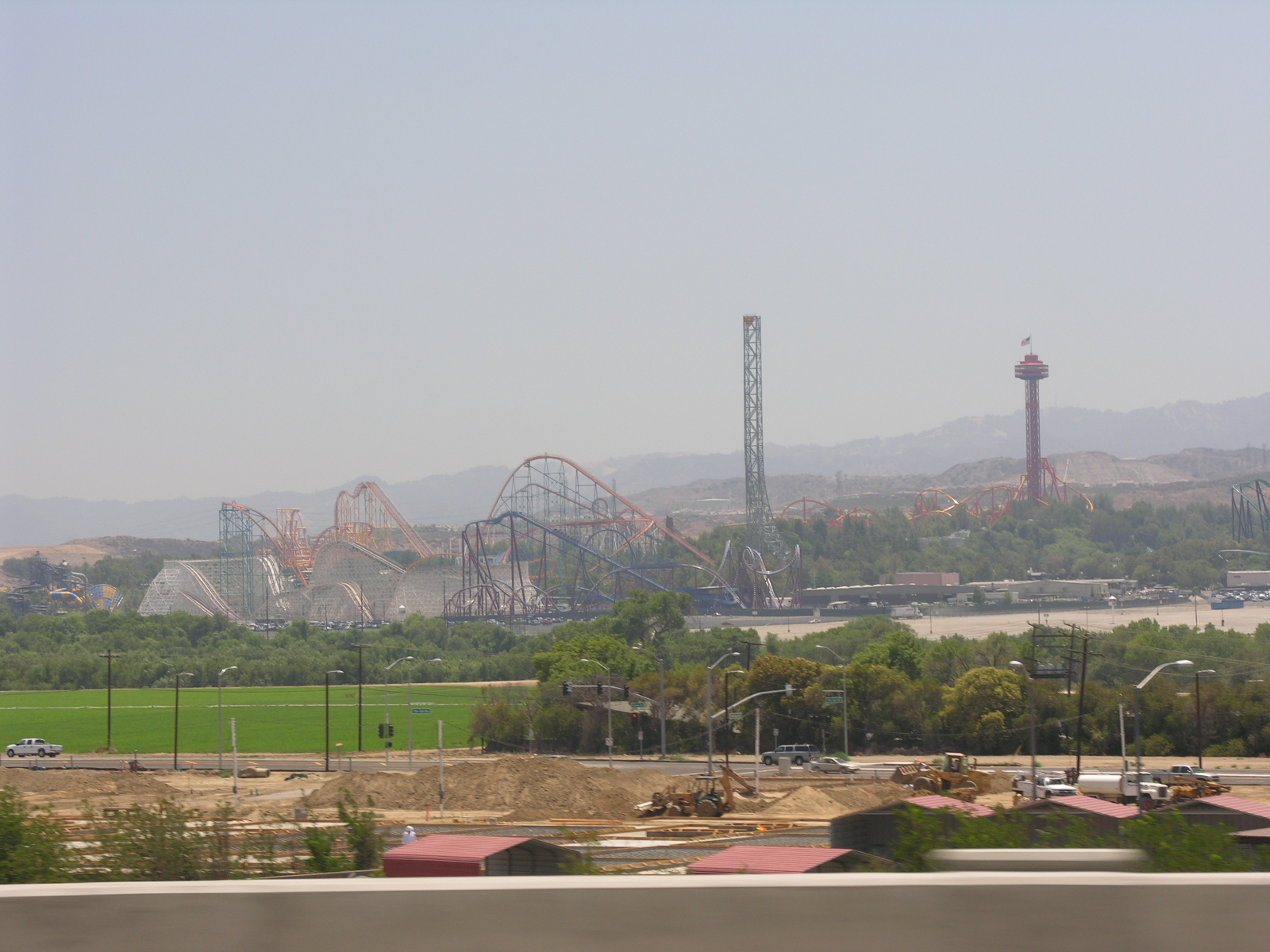
Magic Mountain visto da Interstate 5

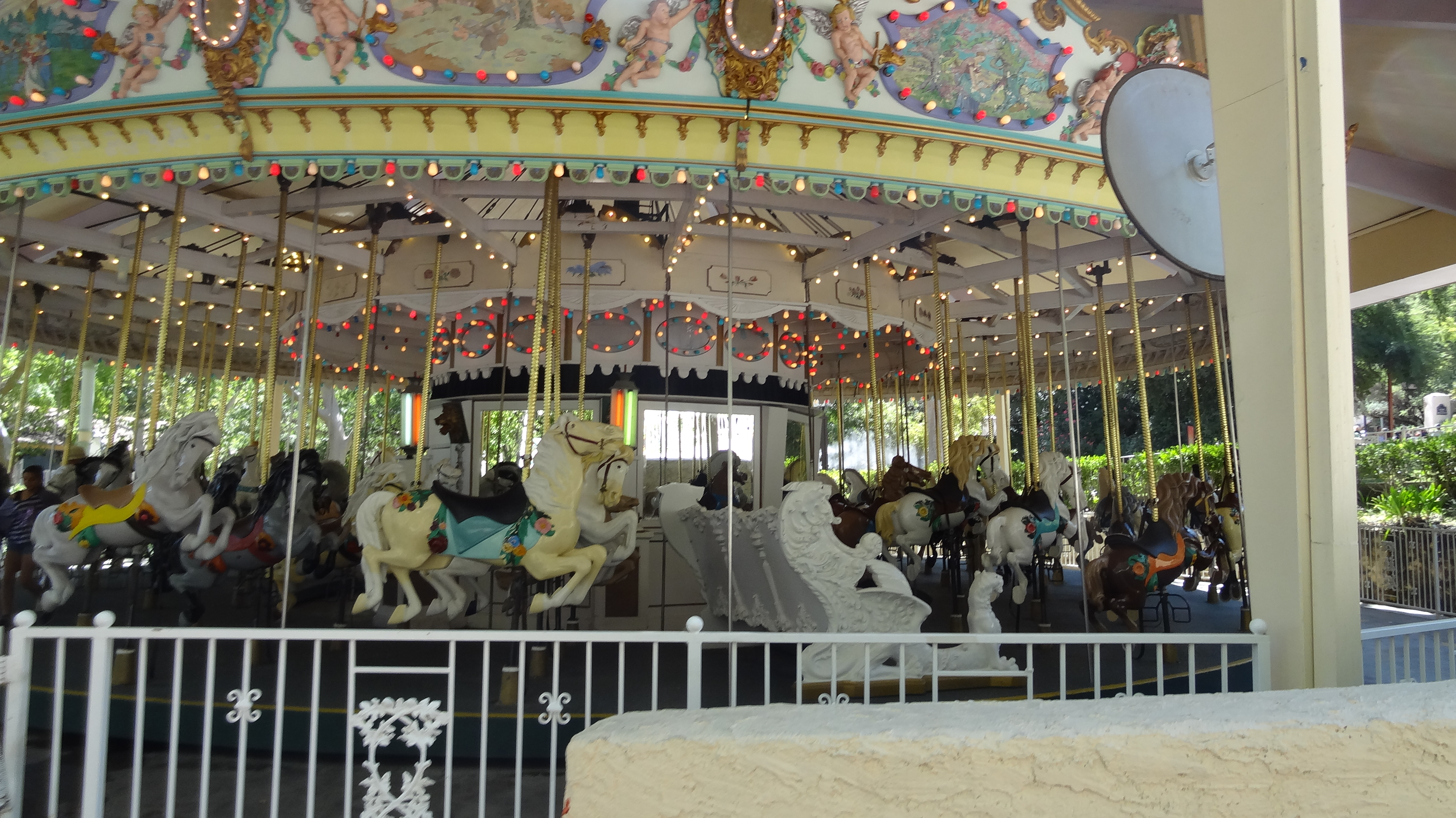
Grand Carousel é uma atração familiar localizada na área Six Flags Plaza.

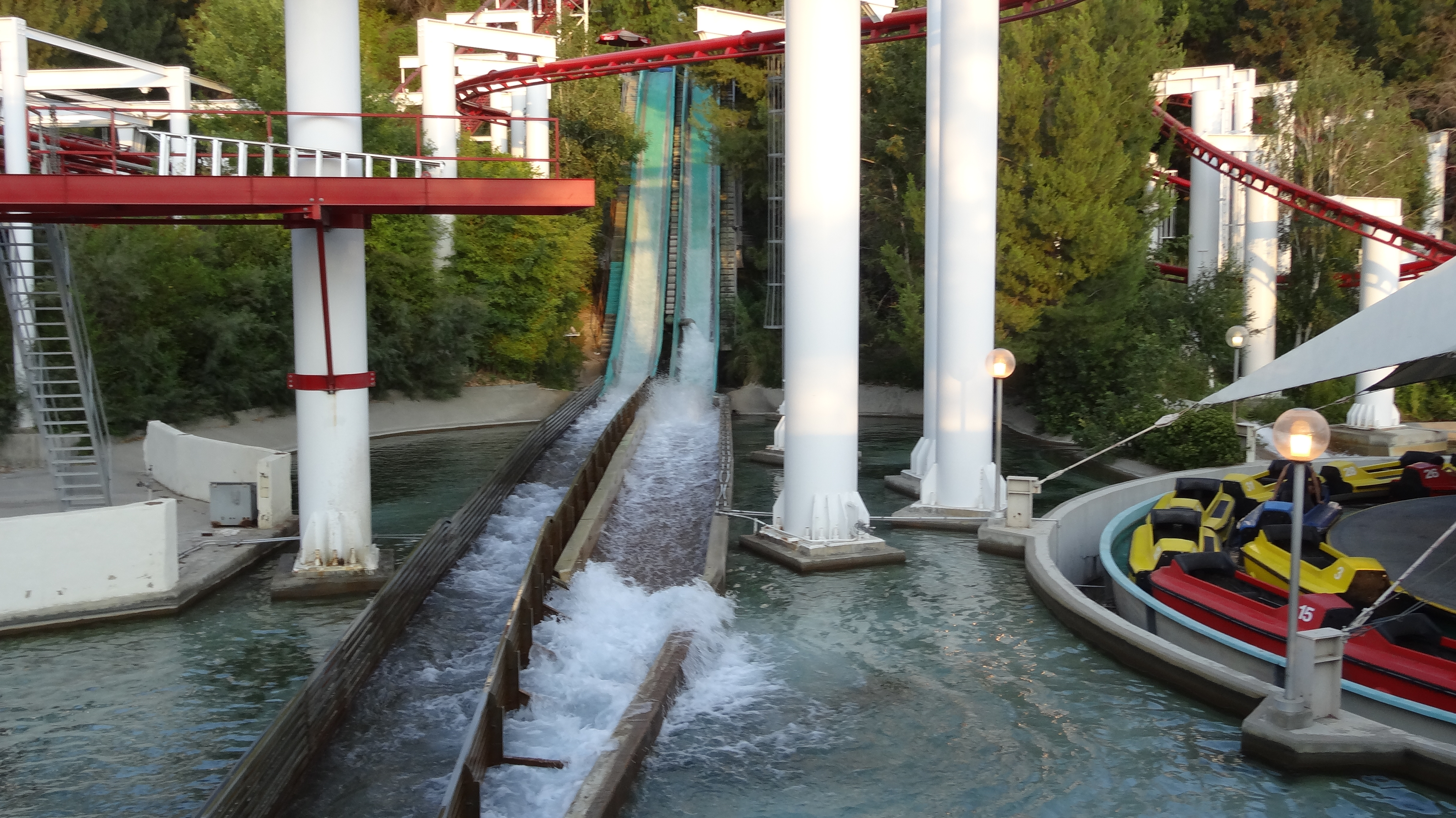
Jet Stream é uma atração familiar com água localizada próximo à entrada para o Gold Rusher. A atração abriu em 1972.

Quando o parque foi aberto, havia 500 empregados e 33 atrações, muitas sendo projetadas e construídas pela Arrow Development Co. que projetou e construiu muitas das atrações originais da Disneyland. O preço de ingresso em 1971 era de US$ 5 para adultos e US$ 3,50 para crianças entre 3 e 12 anos. Como o parque estava em uma parte relativamente remota do Condado de Los Angeles, a linha de ônibus Greyhound fornecia serviços de ônibus para o parque e Los Angeles, bem como o norte da Califórnia, e opcionalmente permitia a compra do ingresso do parque no momento da compra do ticket de ônibus.
Na abertura em 1971, as atrações incluíam a Goldrusher, uma montanha-russa de aço, o Log Jammer, a torre de observação Sky Tower, Grand Prix (semelhante à atração Autopia da Disneyland), El Bumpo (barcos), um carrossel, e outras atrações menores. Havia quatro atrações de transporte ao pico - Funicular – cable railway ou funicular, mais tarde renomeada para Orient Express, The Metro – três estações de monotrilho ao redor do parque; estações de Whitewater Lake, Country Fair e Mountain e "Eagles Flight" – um skyride combinando duas estações no pico, a mais longa no norte da estação Galaxy, e a mais curta a oeste da estação El Dorado. O Showcase Theater (renomeado para Golden Bear Theater) era parte do parque original e contava com  Barbra Streisand como a primeira de muitos apresentadores que apareceriam no Magic Mountain com o passar dos anos.
Na temporada de 1971, o Magic Mountain obteve permissão da Warner Bros. para usar os personagens Looney Tunes. No entanto, eles não continuaram a usar os personagens após o primeiro ano. Em 1972, eles começaram a usar trolls como os mascotes do parque. Os trolls Rei Blop, também conhecido como Rei Troll, Bleep, Bloop e o Wizard tonaram-se símbolos reconhecidos do Magic Mountain. A All King Productions, uma contratada, forneceu as fantasias dos artistas até 31 de dezembro de 1972, quando o Magic Mountain tomou a função. Os personagens foram usados até 1985. Também em 1972, uma segunda atração de barco chamada Jet Stream foi incluída.
Em 1973, o parque incluiu sua segunda montanha-russa, a Mountain Express, uma montanha-russa de aço compacta Schwarzkopf.  Em 1974, o parque também instalou um novo complexo de atrações giratórias que mais tarde seria conhecido como Back Street. As novas inclusões consistiam da Himalaya, Electric Rainbow, e Tumble Drum. Em 1975, o Grand Centennial Railway foi aberto na Back Street. Ela levava os passageiros em uma viagem de trem para Spillikin Corners e voltava.

### Montanha-russa Revolution

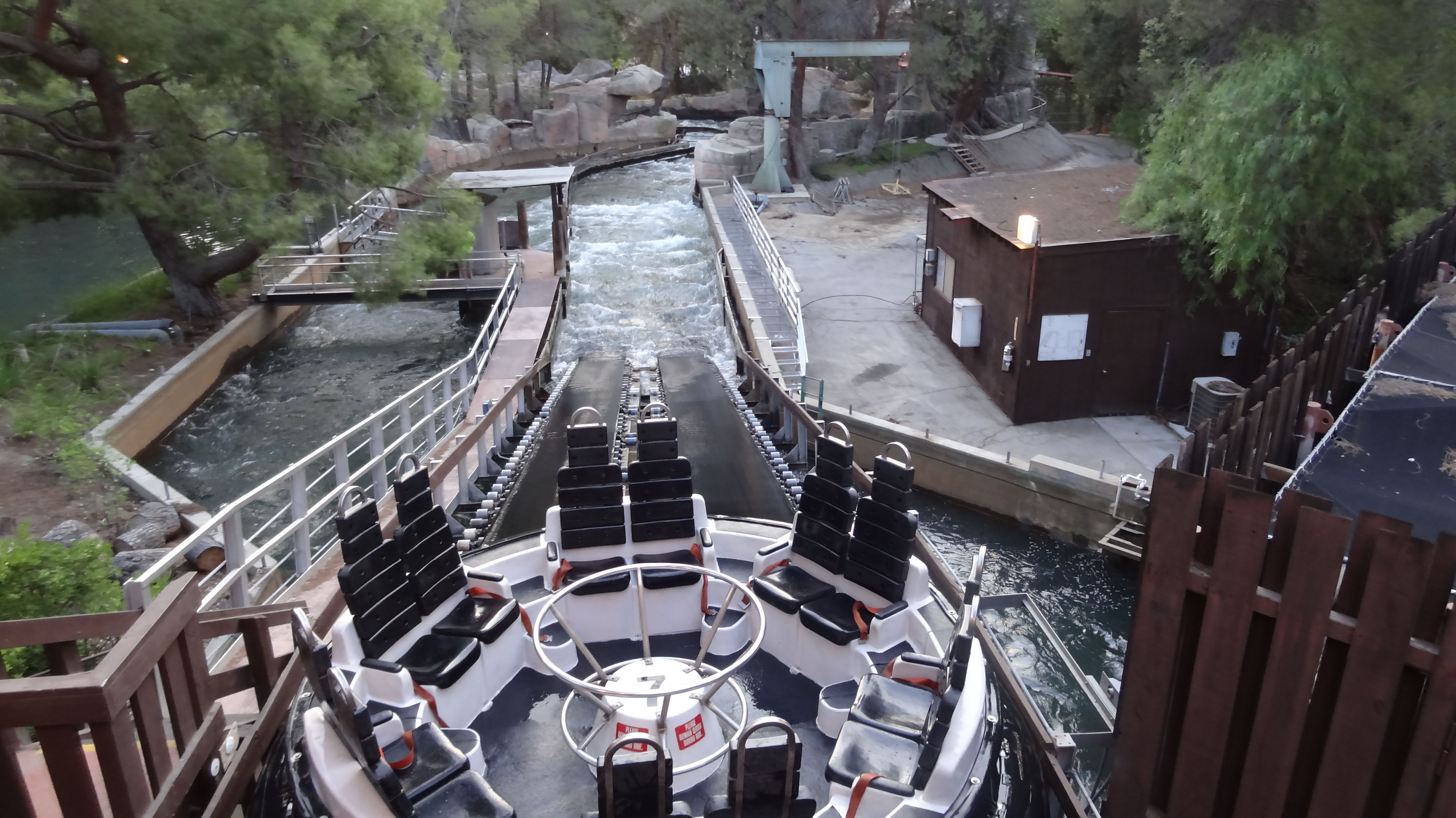
Roaring Rapids é uma corredeira rápida do Six Flags Magic Mountain.

Com a abertura da Great American Revolution em 1976, o Magic Mountain tornou-se o primeiro parque no mundo a ter uma montanha-russa de aço com looping de 360 graus (apesar de montanhas-russas anteriores com looping terem sido construídas e desmontadas em outros lugares devido a problemas de segurança). Quando ela foi construída, havia muito pouca coisa que cobrisse o trajeto. Agora, os trajetos são cercados por árvores e moitas, o que evita que os visitantes saibam o caminho de antemão. A Universal filmou um grande filme no Magic Mountain com a Revolution como peça central, chamado Rollercoaster em 1977.

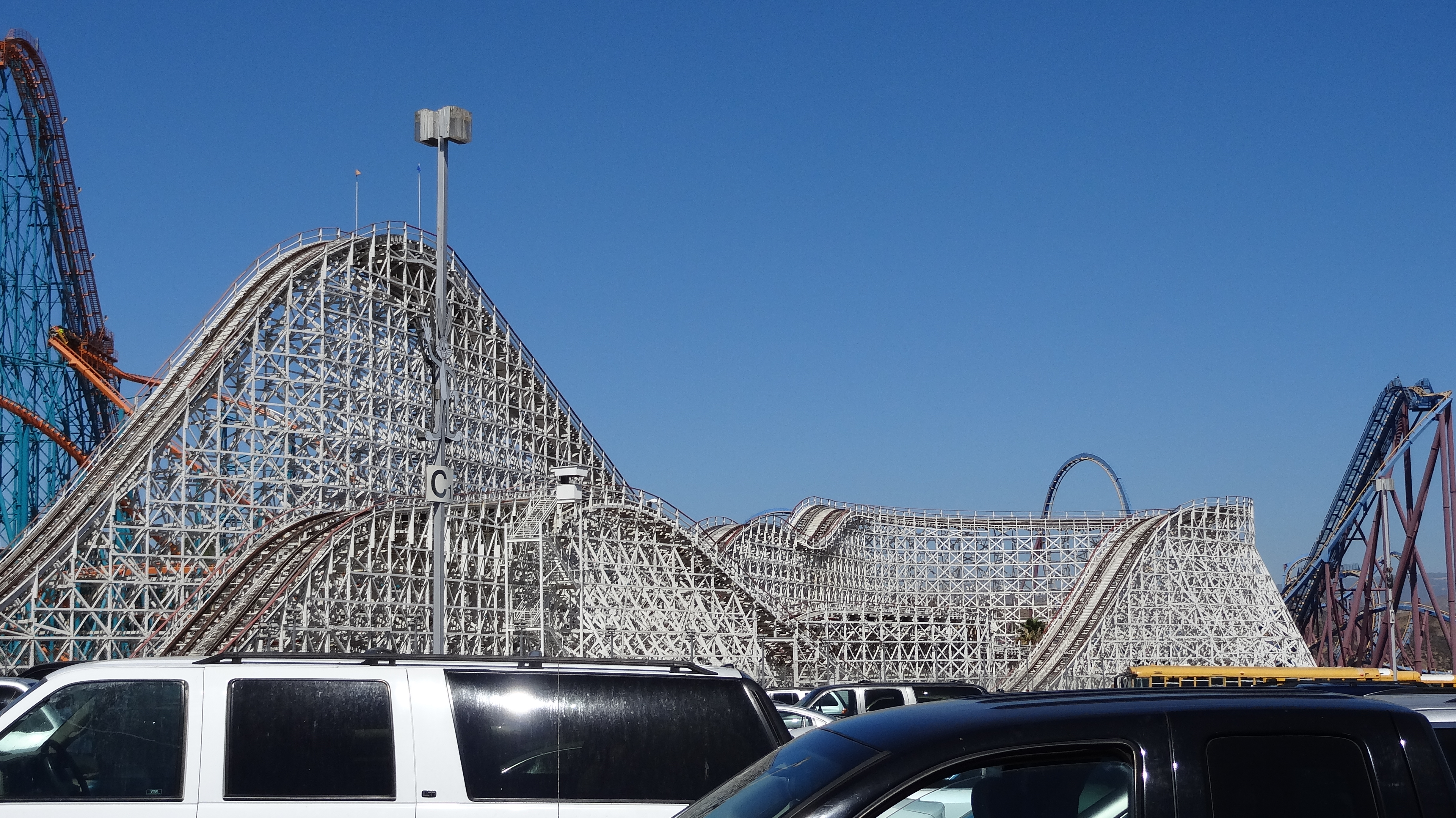
Colossus era uma montanha-russa de madeira que foi aberta em 1978 e é considerada pelo Six Flags Magic Mountain como uma atração familiar.

Em 1978, a  Colossus, na época a mais rápida e mais longa montanha-russa de madeira de duas rotas, foi aberta. Após sua primeira temporada, ela foi fechada e completamente refeira. Quando reabriu, ela era uma atração muito mais suave. Em 1991, a penúltima subida foi substituída por um freio. Apesar de diminuído a velocidade da atração após este freio, ele permitiu três trens correrem em cada lado ao mesmo tempo, aumentando muito sua capacidade. Um dos treins algumas vezes correu para trás por alguns anos em meados da década de 1980. No entanto, até o final da década de 1990, este tipo de atração não era mais possível devido ao mais novo sistema de atrações, bem como trens diferentes. Durante a Fright Fest, o parque deixava um lado funcionando ao contrário usando um conjunto de trens adquirido do Psyclone, hoje demolido, que se localizava no outro lado do parque.

### Era Six Flags

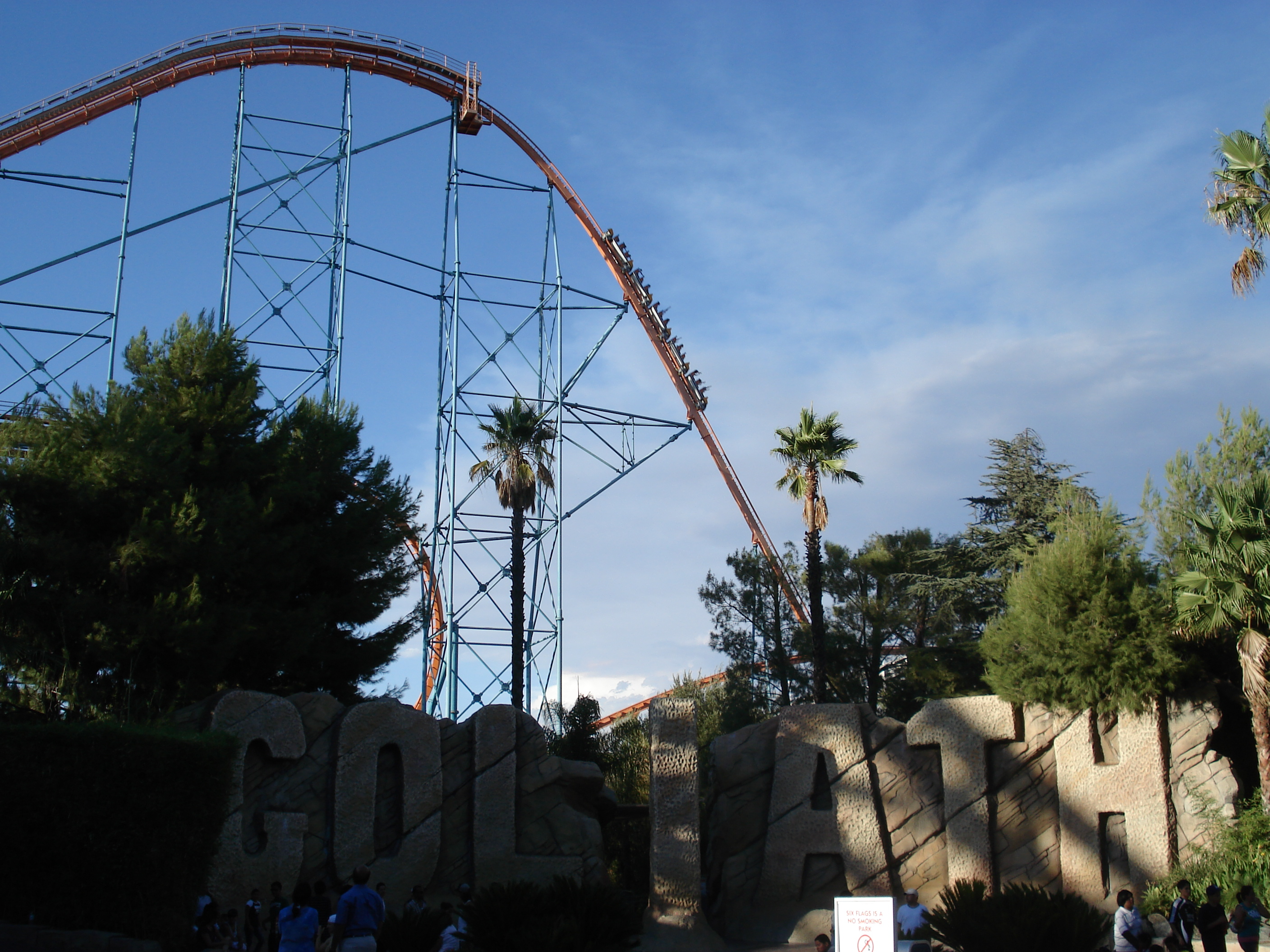
A queda de abertura do Goliath. O Goliath contava com a maior queda em uma montanha-russa de circuito fechado quando foi aberto em fevereiro de 2000

Em 1979, o parque foi vendido ao Six Flags e tornou-se conhecido como Six Flags Magic Mountain em 1980. Em 1981, o Six Flags Magic Mountain introduziu uma atração que estava na costa oeste pela primeira vez, chamada Roaring Rapids. Ela foi desenvolvida pela Intamin em conjunto com a hoje extinta Six Flags Astroworld, que tinha uma atração semelhante aberta em 1979. Junto com a Rapids, veio a conclusão do midway próximo ao Spillikin Corners para se ligar com a área da Revolution. Finalmente, um circuito completo poderia ser feito ao redor do parque. Ele foi originalmente projetado como uma estação de dois sentidos, mas apenas um foi completamente desenvolvido, e tudo que existe do segundo lado são alguns suportes. Ele usa grandes bombas para circular água, e cada uma das duas bombas pode circular 88 500 galões por minutos. O reservatório podem manter 1,5 milhões de galões de água, e uma das inovações usadas nele foi a introdução de guias para eliminar o atolamento.

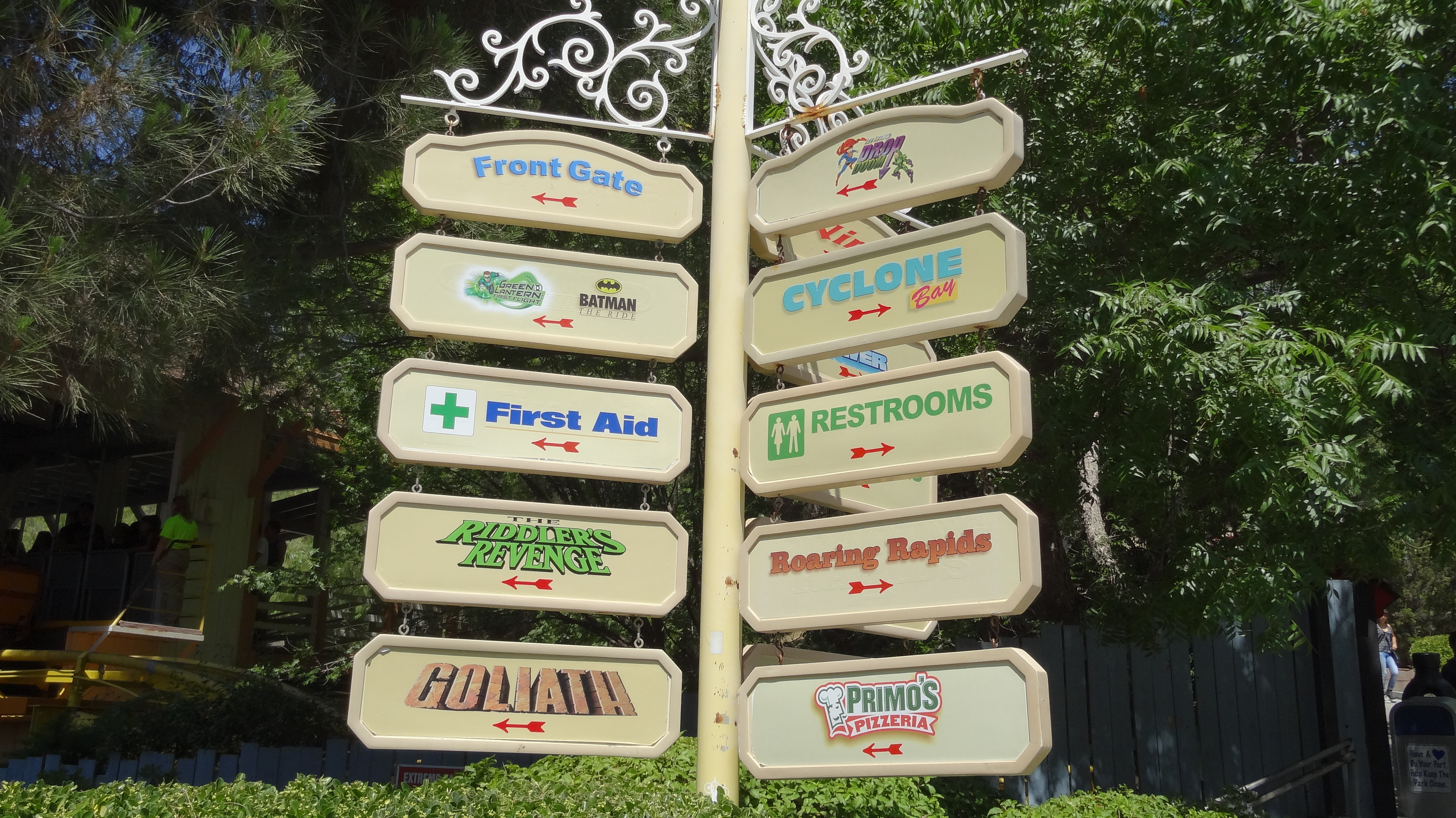
Placa para atrações próximas

Em 1982, a atração Freefall foi incluída. Também construída pela Intamin, ela era considerada uma torre de queda de última geração. Ela simplesmente levantava os visitantes e depois deixava eles despencar, com a trilha curvando na horizontal. Outras foram construídas para outros parques (alguns sendo Six Flags). Hoje, a maior parte dessas atrações tornaram-se obsoletas e foram removidas. Algumas atrações foram incluídas e outras removidas no ano seguinte.
Em 1984, Sarajevo Bobsleds foi erguido. Outra atração construída pela Intamin, a montanha-russa era basicamente um bobsled sem gelo e neve. A montanha-russa foi construída em homenagem aos Jogos Olímpicos de Inverno de 1984. O Six Flags Great Adventure incluiu uma atração semelhante no mesmo ano. Em 1986, o Sarajevo Bobsleds foi removido e hoje funciona no Six Flags Over Texas como La Vibora. O outro bobsled foi movido para o Six Flags Great America e mais tarde para o The Great Escape em Queensbury, New York, onde ele funciona como Alpine Bobsled.
Em 1985, o  Children's World foi retematizado como Bugs Bunny World, visto que o Magic Mountain havia abandonado os trolls em troca dos personagens da Warner Brothers. Naquele ano, Michael Jackson visitou o parque, andando em atrações como Colossus, Revolution e Roaring Rapids. Em 1986, o parque incluiu uma montanha-russa de aço chamada Shockwave projetada pela Intamin. Esta montanha-russa foi localizada no fundo do parque substituindo o Sarajevo Bobsleds. No final de 1988, a montanha-russa foi removida como parte de um programa de rotação de atrações e foi para o Six Flags Great Adventure em 1990. Ela foi removida em 1992, foi repintada de branco e retematizada  e removida para o Six Flags Astroworld. Lá, ela era conhecida como Batman The Escape. Quando o Astroworld fechou em 2005, a atração foi colocada no estoque em Darien Lake, agora não mais sendo um parque Six Flags.
Em 1987, o parque retematizou a Back Street. Atrações giratória foram renomeadas para Turbo (Electric Rainbow), Subway (Himalaya) e Reactor (Enterprise). O clube de dança também foi retematizado e localizava-se próximo ao Reactor. O Hours, como ele é conhecido atualmente (antigo Decibels), permaneceu aberto mais tarde por um verão no parque. Ele, junto com Back Street, permanecia aberto por duas horas adicionais como um um local de encontro. Este formato durou uma temporada.

### Era Time Warner
Em 1988, a Ninja, "A Faixa Preta das Montanhas-Russas", foi aberta. Construída pela Arrow Dynamics, foi a primeira montanha-russa suspensa da costa oeste. A Ninja passou por algumas mudanças desde sua abertura em 1988; evidentemente, apenas as rodas e pintura foram mudadas.

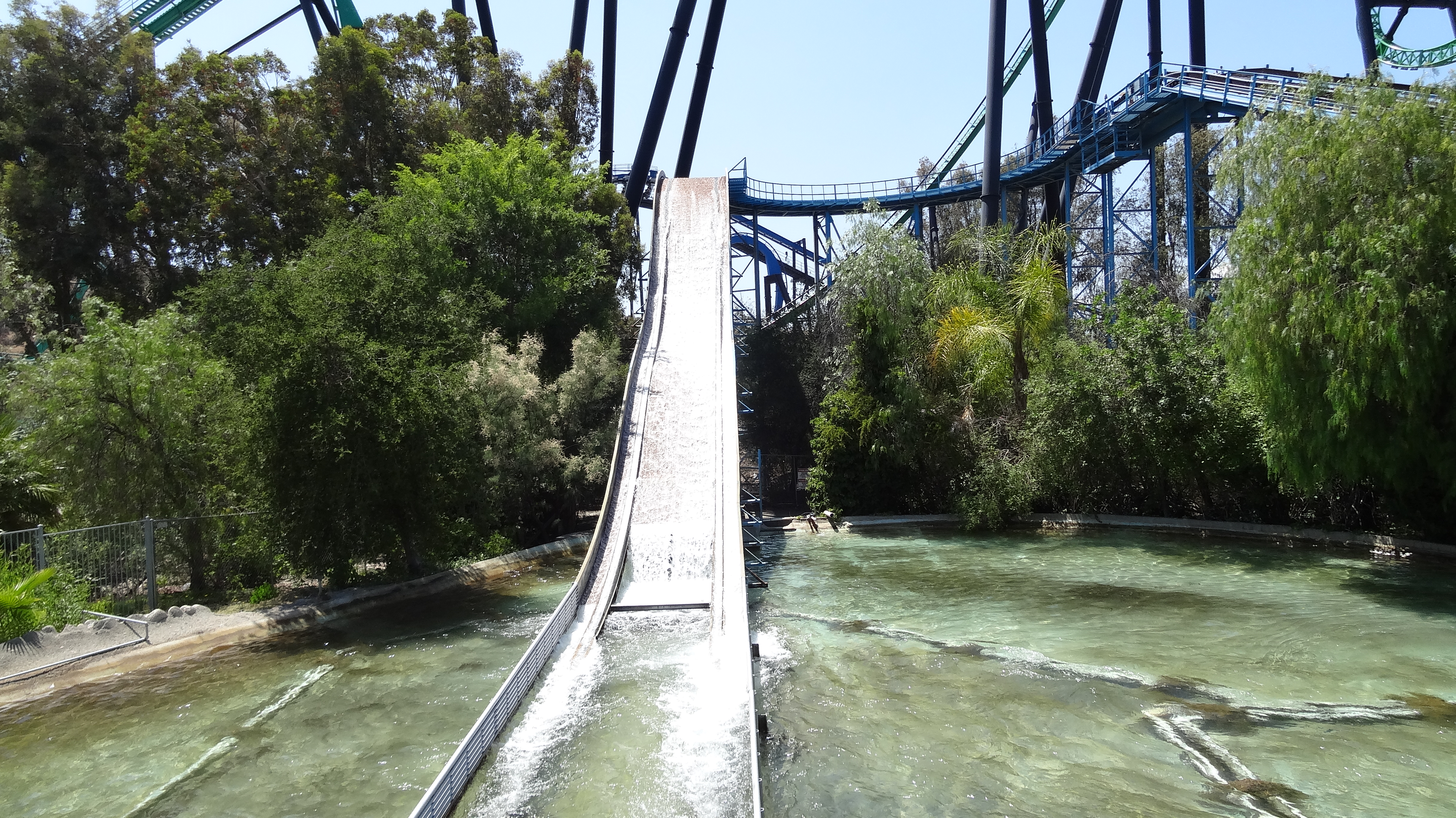
Tidal Wave é uma atração de água shoot the chute que conta com uma queda de 15 metros em uma piscina

A Tidal Wave foi aberta em 1989 e reuniu grandes multidões. Ela é uma atração curta e molhada. Um grande barco sobe um fluxo de água com pouca inclinação para uma calha de água. A calha, na forma de um semicírculo, termina em uma queda íngreme que conduz para uma grande piscina. Quando o carro atinge a piscina, joga-se grandes quantidades de água nos passageiros. A rampa de saída da atração atravessa por cima da piscina, fazendo com que visitantes incautos que estão deixando a atração se encharquem mais uma vez. No verão, a rampa de saída é um local popular para se refrescar do calor de até 37 °C.

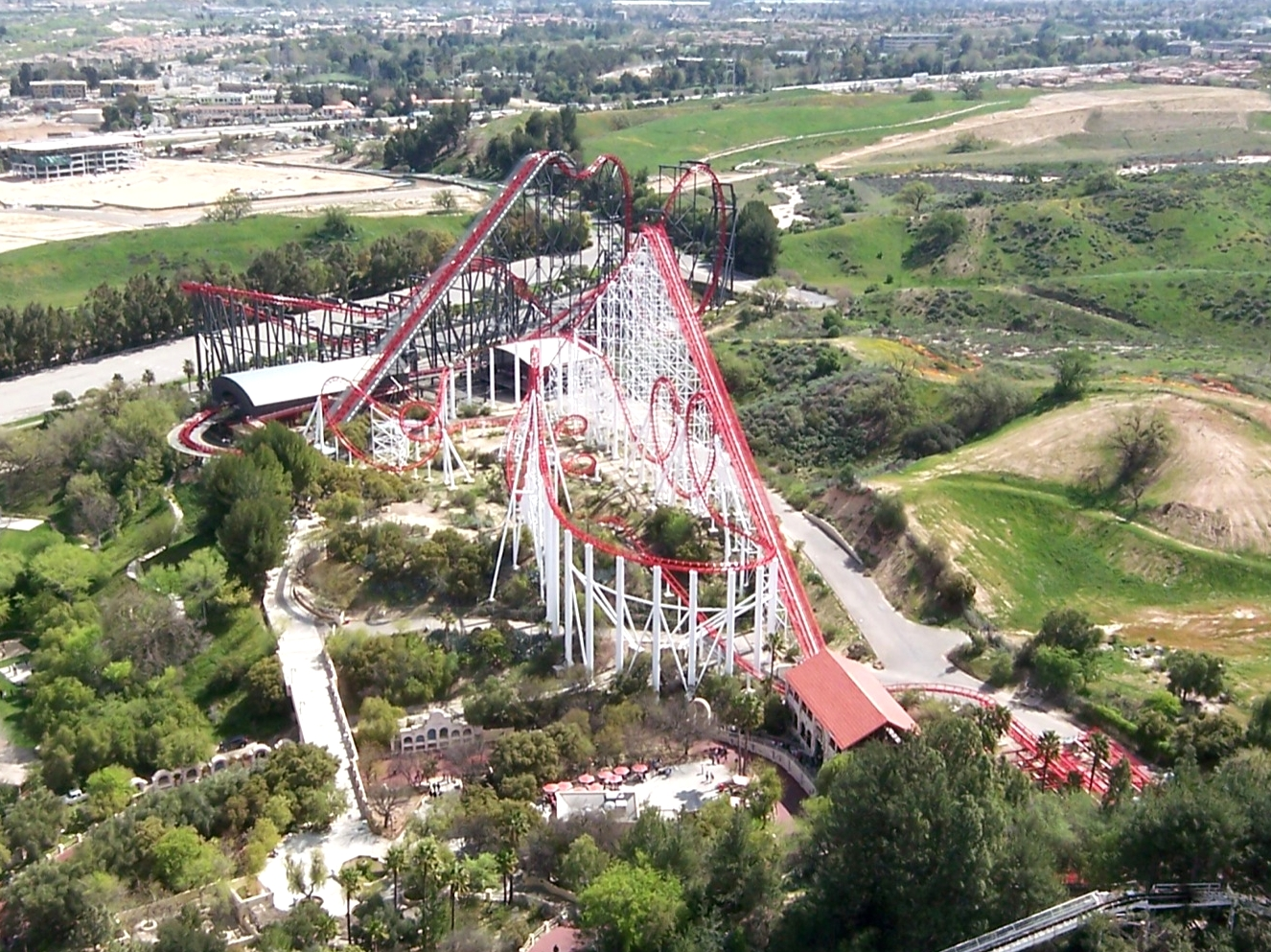
Viper, vista no primeiro plano, foi construída no parque em 1990

Em 1990, a Viper, uma montanha-russa com vários loopings, projetada pela Arrow Dynamics, foi aberta. Ela conta com uma queda de 57 metros, velocidades de até 110 km/h, 3 loopings verticais, uma espiral que inverte duas vezes e um uma espiral dupla.
Em 1991, o Magic Mountain incluiu a Psyclone, tendo como modelo a Coney Island Cyclone. A área Spillikin Corners foi retematizada como Cyclone Bay para combinar com a nova montanha-russa, atraindo os visitantes para esta área. A mudança foi mais cosmética, visto que o tema antigo baseava-se em estabelecimentos que haviam sido removidos. O Glass Blower foi substituído por uma galeria de tiro e a área de observação Candy Kitchen foi reprojetada. Com a Psyclone, as multidões retornaram. Devido ao Terremoto Northridge de 1994, a estrutura da Psyclone foi danificada deixando o passeio irregular e a montanha-russa nunca mais foi a mesma (A Psyclone foi mais tarde removida em 2007). Após incluir a Ninja, Viper, e Psyclone em um período de quatro anos, o parque estava contando com um grande repertório de grandes montanhas-russas.
No ano seguinte, 1992, uma montanha-russa construída pela Intamim chamada Flashback foi incluída. Esta atração, originalmente planejada para ser dentro de um edifício, já havia funcionado no Six Flags Great America e Six Flags Over Georgia antes de sua chegada. Quedas curtas e muito íngremes foram projetadas para deixar os passageiros se sentirem como "caindo" em um avião, terminando com uma espiral para cima de 540°. No entanto, devido às travas de ombros, as cabeças dos passageiros sujeitavam-se a muitas batidas. Esta montanha-russa raramente funcionou em 1996 (ela gerava muito barulho para o parque aquático próximo) e, em 23 de janeiro de 2007, o parque anunciou que a Flashback seria removida junto com a Psyclone. O parque também afirmou que a Flashback seria reconstruída em outro lugar dentro do parque em 2008, mas a atração foi finalmente descartada no final de 2008.
Em 1993, o Six Flags Magic Mountain entrou na era Time Warner. A nova atração para este ano era a Yosemite Sam Sierra Falls. Ela era uma atração aquática que tinha dois canos espirais que os visitantes desciam usando um bote. A Yosemite Sam Sierra Falls foi demolida em 2011 para dar lugar ao Road Runner Express). Também naquele ano, ela foi retematizada e o High Sierra Territory foi aberto. O Showcase Theatre tornou-se Golden Bear Theater, o Animal Star Theatre foi criado no Bugs Bunny World, e uma grande árvore artificial foi construída. Neste ano, também foram descontinuados os concertos no parque devido a tumultos que surgiram como resultado de ingressos vendidos a mais para um concerto. O Magic Mountain foi rapidamente tomado por grandes multidões que vandalizaram e destruíram propriedades. As lojas do parque tiveram suas janelas quebradas e foram saqueadas. A polícia foi chamada ao local. O parque foi evacuado e fechado naquela noite.
Em 1994, o Magic Mountain incluiu o que outros dois parques Six Flags já tinham, uma montanha-russa invertida com looping chamada Batman: The Ride, da Bolliger & Mabillard (que outros parques Six Flags também incluíram nos anos seguintes). Batman: the Ride (BTR) é uma montanha-russa invertida, o que significa que a trilha era acima das cabeças dos passageiros e os carros ficavam abaixo. Os trens viajavam do lado de fora dos loopings, e as pernas dos viajantes balançam livremente.
Em 1995, nenhuma atração nova foi aberta. Ao invés disso, um parque aquático separado chamado Six Flags Hurricane Harbor foi aberto em junho. Esse parque incluía vários toboáguas típicos, escorregadores, uma área infantil, corredeira lenta e piscina de ondas.

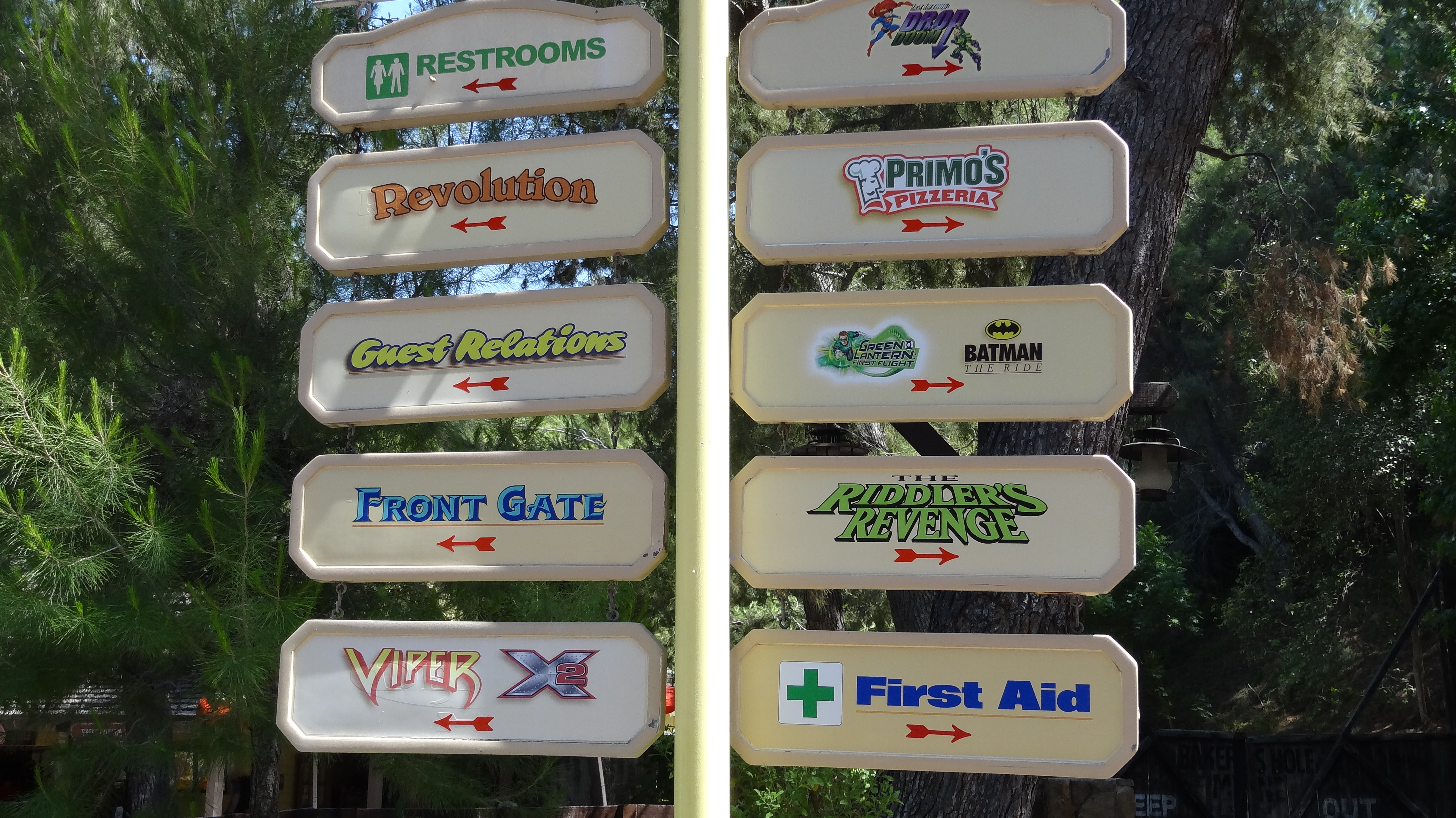
Placa para atrações próximas.

### Era Premier Parks
Em 1996, Superman: The Escape, uma montanha-russa dupla de lançamento, foi construída. Ela abriu em 15 de março de 1997 e consistia de uma viagem de 30 segundos com velocidades indo de 0 a 160 km/h em um trajeito de até 41 andares. Ela foi projetada pela Intamim. Mais tarde, a atração passou a funcionar somente em um lado por vez, trocando a cada seis meses, e as velocidades alcançavam apenas 140 km/h. No entanto, em 2011, a atração foi atualizada para Superman: Escape From Krypton, contando com um lançamento ao contrário, novo esquema de cores e velocidades de até 167 km/h. Ela é a primeira montanha-russa do mundo a atingir velocidades de 160 km/h e que vai para frente e para trás. Também abriram em 1996 a Dive Devil, um SkyCoaster da SkyFun1.

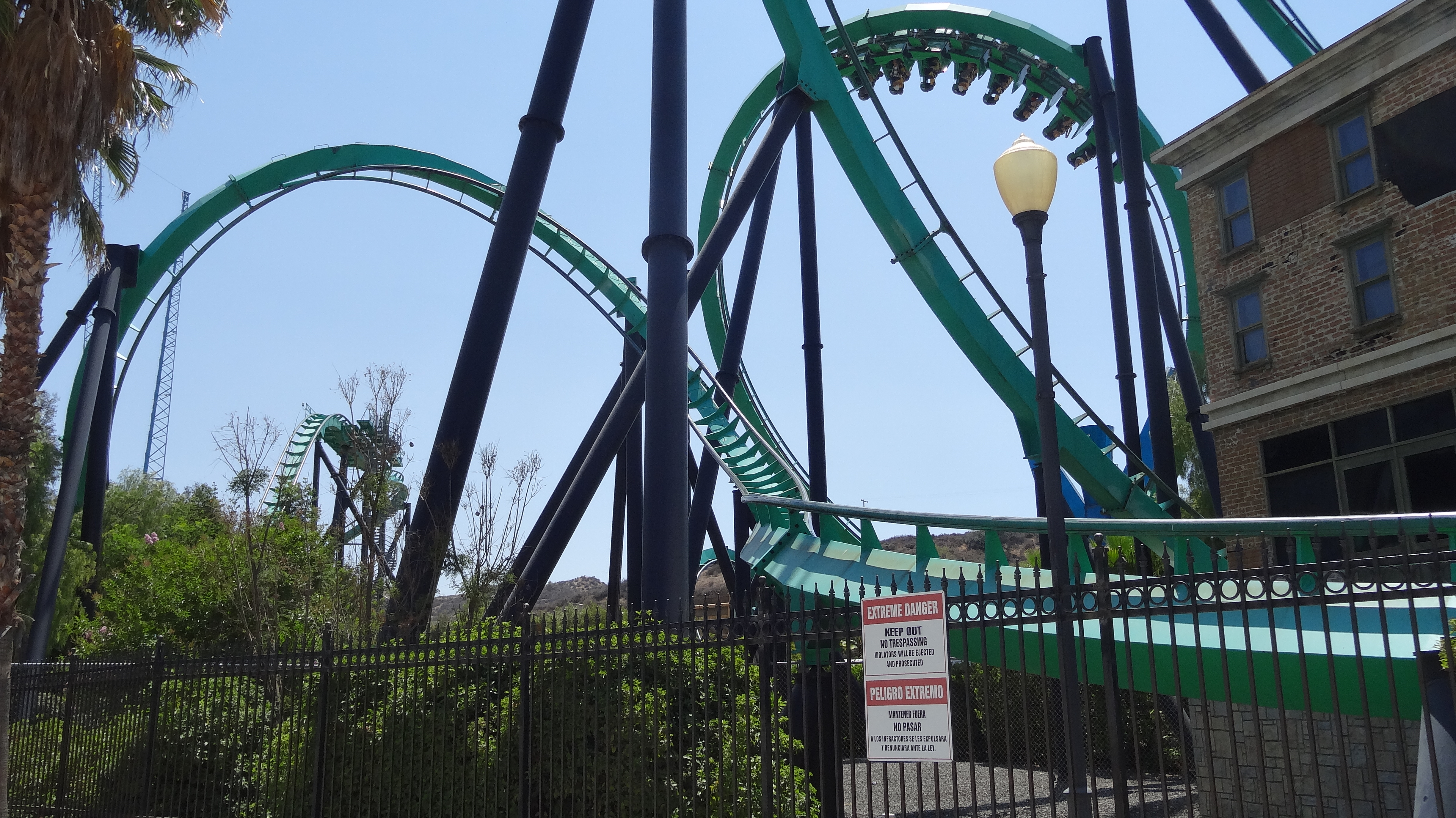
The Riddler's Revenge é uma montanha-russa que conta com seis inversões.

Em 1998, uma nova montanha-russa da Bolliger & Mabillard chamada Riddler's Revenge seria incluída como a mais alta e mais rápida montanha-russa stand-up, um recordo que a atração continua a ter. Também houve um tiroteio entre gangues e uma morte no estacionamento no mesmo ano. Naquele ano, o Six Flags foi vendido ao Premier Parks. No ano seguinte, não houve mudanças dramáticas. Em 2000, uma hypercoaster de aço, a Goliath, foi incluída. Ela foi construída pela Giovanola.
2001 seria o ano de três novas montanhas-russas, mas apenas uma realmente abriu a tempo: a Goliath Jr., uma montanha-russa infantil de aço. As outras duas, Déjà Vu e X (atual X²), tiveram problemas mecânicos. A Déjà Vu abriu no final de 2001 e a X abriu no início de 2002. A Déjà Vu foi projetada pela Vekoma e é uma Giant Inverted Boomerang coaster (Montanha-russa gigante de bumerangue invertida), uma variação do popular design Boomerang. Ela é uma montanha-russa invertida com trilhos suspensos acima da cabeça que corre em um circuito aberto para frente e para trás e conta com duas quedas completamente verticais e três inversões. Ela abriu no final de 2001, mas sofreu várias interrupções. A X foi projetada pela Arrow Dynamics, como a primeira montanha-russa "em quatro dimensões" do mundo. Ela é a única na América do Norte na qual os viajantes experimentam ir 360 graus em seus assentos. Cada assento fica em um eixo separado do trilho. Esta montanha-russa abriu brevemente em 7 de janeiro de 2002, fechando devido a mais problemas técnicos. Ela foi reaberta em agosto do mesmo ano. A atração foi fechada para uma grande reforma e retematizada em 2008 transformando de X em X2.
Em 2003, a Scream!, projetada pela Bolliger & Mabillard foi incluída. Neste momento, o  Six Flags Magic Mountain empatava com o Cedar Point como o parque com o maior número de montanhas-russas dos Estados Unidos. A Scream é semelhante no conceito à Medusa do Six Flags Discovery Kingdom e é uma cópia espelhada da Bizarro do Six Flags Great Adventure. Ela é uma montanha-russa sem piso com os trens viajando acima dos trilhos passando por sete inversões em 1 215 metros de trilhos sem piso. O  Six Flags Magic Mountain fez algumas mudanças em 2004 e 2005. Em 2006, a Tatsu, uma flying roller coaster da Bolliger & Mabillard foi incluída, causando um fechamento temporário da Revolution para permitir que a construção ocorresse. Ela era muito maior que as outras três Flying Coasters da Bolliger & Mabillard em parques Six Flags, todas chamadas de Superman: Ultimate Flight. A Tatsu possuía uma orientação de trilho suspenso que contava com veículos que reclinavam os passageiros com suas costas contra o trilho e encarando o chão. Ela levou o parque a ter 17 montanhas-russas, empatando com o Cedar Point como o parque com maior número de montanhas-russas(embora a Flaskback não estivesse funcionando por um longo período de tempo e assim fosse discutível se o parque teria 17 montanhas-russas).

### Tentativa de venda em 2006
Em 22 de junho de 2006, o  Six Flags, Inc. anunciou que estava explorando opções para seis de seus parques, incluindo o Magic Mountain e seu parque vizinho Hurricane Harbor. Embora a administração dissesse que o fechamento do parque era improvável, rumores surgiram de que o parque seria vendido a desenvolvedores imobiliários, com a intenção de fechar o parque e construir residências na área. Representantes do parque citaram o público decrescente devido ao comportamento desordeiro entre alguns dos visitantes do parque (principalmente membros de gangue e outros adolescentes e jovens adultos, que contribuíam com uma grande porcentagem do público do parque) como razões para querer vender o parque, enquanto a administração desejava direcionar o Six Flags mais para uma direção de parque familiar. Na rede Six Flags, o público no segundo trimestre de 2006 foi 14% menor que no segundo trimestre de 2005.
No outono de 2006, o Six Flags anunciou que o Magic Mountain ainda estava à venda. Eles também afirmaram, no entanto, que ele seria vendido a uma empresa que continuasse a operar o parque, e que o fechamento do Magic Mountain não era uma possibilidade. Cedar Fair, Hershey's, Anheuser-Busch e outras empresas consideraram comprar o parque mas nenhuma das ofertas se aproximou do preço pedido.
Quando o Six Flags anunciou quais parques ele estava vendendo em janeiro de 2007, o Magic Mountain não era um deles. A empresa decidiu não vender o Magic Mountain e seu parque aquático vizinho. A porta-voz Wendy Goldberg disse que após uma avaliação aprofundada, a empresa decidiu que os parques de Los Angeles permaneciam muito valiosos para serem descartados, visto que as vendas estavam aumentando e que o parque não seria vendido. Outros parques foram vendidos como um pacote e permanecem abertos.

### 2007–Presente

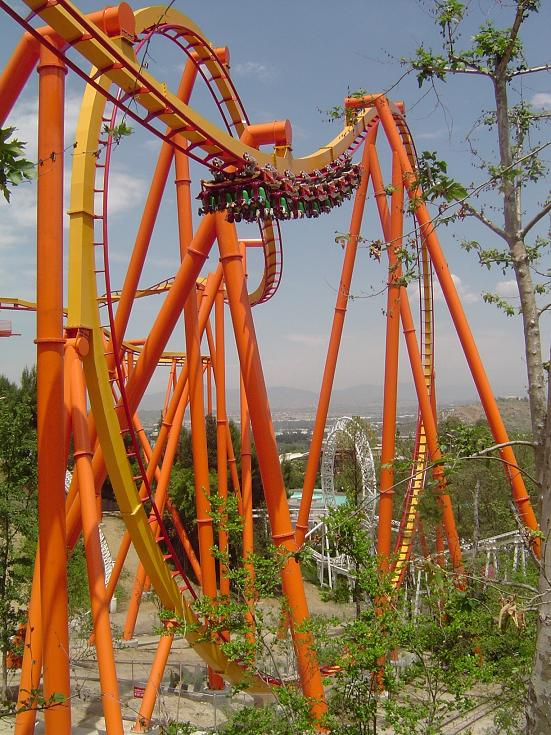
Tatsu, uma das montanhas-russas do Six Flags Magic Mountain.

A Psyclone foi removida em 2007, e a Flashback foi demolida no início de 2008. Como resultado, o Six Flags Magic Mountain não mais possuía o recorde de maior quantidade de montanhas-russas em um único parque, perdendo-o para o Cedar Point – o total do parque nunca havia ultrapassado o do Cedar Point mas empatou várias vezes. O parque começou a focar mais atenção no marketing com valores voltados às famílias, e uma nova área temática infantil, a Thomas Town, foi incluída em 2008. O parque renovou uma de suas atrações radicais, no entanto. A "X" foi fechada no final de 2007 para sua transformação em X2 que contava com novos trens de quarta geração, um novo trabalho de pintura, e efeitos especiais que incluíam lança-chamas e sons. Ela reabriu em 2008. No mesmo ano, o aprque começou a trabalhar no museu "Magic of the Mountain" no topo de sua atração Sky Tower, que continua artigos de toda a história do parque incluindo comerciais antigos de televisão, mapas e modelos do parque e equipamentos de atrações extintas.
Terminator Salvation: The Ride, uma montanha-russa de madeira, foi aberta em 23 de maio de 2009. Ela foi construída no antigo local da Psyclone e contava com túneis, fumaça e efeitos especiais. Em 9 de janeiro de 2011, a atração foi renomeada para Apocalypse e recebeu um tema apropriado que reflete o cenário de "fim do mundo". Mais tarde naquele ano, o Presidente do SIx Flags e CEO Mark Shapiro disse em uma entrevista publicada no Los Angeles Times que o Magic Mountain tinha planos de instalar uma nova montanha-russa para sua temporada de 2010 e incluiria uma nova área temática infantil em 2011 chamada Wiggles World. Shapiro também afirmou que o Hurricane Harbor receberia uma expansão.
Em 29 de maio de 2010, a Mr. Six's Dance Coaster tinha previsão de ser aberta mas foi adiada até 2011 quando ela abriria com um novo tema. No mesmo dia, o Mr. Six’s Splash Island foi aberto no parque aquático Hurricane Harbor.
Em 3 de agosto de 2010, foi anunciado que Superman: The Escape passaria por uma grande reforma antes da temporada 2011.
Em 20 de outubro de 2010, o Six Flags Magic Mountain anunciou oficialmente seus planos completos par 2011 após um vídeo ser divulgado seis dias antes. Além da abertura da Mr. Six's Dance Coaster com um novo nome e novo tema, o Six Flags anunciou duas outras atrações. A tempo para a temporada 2011, Superman: The Escape foi reformada para Superman: Escape from Krypton e contava com novos carros e um novo esquema de cores. O terceiro e último anúncio tratava-se de uma montanha-russa inteiramente nova. A Green Lantern: First Flight abriu em julho de 2011 como a 18ª montanha-russa do Magic Mountain. Ela é uma ZacSpin da Intamin. Esta montanha-russa trouxe o recorde mundial de maior número de montanhas-russas em um único parque temático. Foi anunciado mais tarde, em 4 de novembro de 2010, que a montanha-russa infantil seria chamada de "Road Runner Express" e se localizaria em Bugs Bunny World.
No final de 2010, o Six Flags começou o processo de remoção de temas licenciados das atrações. Eles terminaram com algumas licenças, incluindo a Terminator e Thomas the Tank Engine. Terminator Salvation: The Ride foi renomeada e tematizada como Apocalypse a partir de 8 de janeiro de 2011. A Thomas Town foi renomeada e retematizada para Whistlestop Park a tempo da temporada 2011.
Em 18 de janeiro de 2011, o LA Times relatou que foi considerado um novo tema baseado em super-heróis da DC Comics, o parque optou pela simplicidade e renomeou a montanha-russa Little Flash para Road Runner Express. Devido a Green Lantern ser colocada na Gotham City Backlot, Gotham City foi retematizada para o universo DC. Além disso, a Grinder Gearworks tornou-se "Wonder Woman: Lasso Of Truth" e a Atom Smasher foi renomeada para  "The Flash: Speed Force".
Em agosto de 2011, algumas fontes da mídia relataram que o Six Flags New England iria construir o Déjà Vu do Six Flags Magic Mountain,para a temporada 2012 do parque.
Em 1º de setembro de 2011, o Six Flags Magic Mountain anunciou que seria aberta uma nova atração para a temprada 2012 chamada Lex Luthor: Drop of Doom. A atração de queda livre foi integrada em ambos os lados da estrutura de Superman: Escape from Krypton de 126 metros e foi considerada a maior torre de queda livre do mundo, contando com uma queda de 120 metros acima do chão. Um dia depois, o Six Flags Magic Mountain confirmou no Facebook que o Déjà Vu seria removido do parque em breve. Então, em 13 de setembro de 2011, o parque anunciou que o Déjà Vu seria removido após 16 de outubro de 2011, "fãs do Déjà Vu, damos algumas horas exclusivas para vocês andarem nela novamente antes de 16 de outubro."
Em preparação para as comemorações anuais do Halloween Fright Night em 31 de outubro de 2011, o Log Jammer foi fechado e foi subsequentemente removido após os eventos de Halloween. O Log Jammer foi parcialmente removido para dar espaço para uma futura atração em 2013 pois a atração estava se tornando muito velha para funcionar, mesmo sendo muito popular e a favorita para muitos. O fechamento da Log Jammer diminuiu o número de atrações aquáticas do Six Flag's Magic Mountain de 4 para 3. O espaço da Log Jammer foi então usado para o Full Throttle.
Em agosto de 2012, o Six Flag's Magic Mountain anunciou a montanha-russa Full Throttle, que estava programada para abrir na primavera de 2013 (ela abriu em 22 de junho de 2013). Ela tornou-se a 18º montanha-russa construída no Six Flag's Magic Mountain, agora tendo mais montanhas-russas que qualquer outro parque temático do mundo. A Full Throttle é uma montanha-russa de lançamento que possui o recorde mundial de ser a primeira montanha-russa de lançamento com um elemento "top hat". A atração foi construída tendo o mais alto looping vertical em uma montanha-russa no mundo, com 48 metros. Além disso, a Full Throttle possui o recorde de primeira montanha-russa a ter uma inversão top hat. Ela faz uso de um looping de 48 metros ao lançar os passageiros dentro de um looping e então por mais um looping para a parte final da atração. A montanha-russa foi bem recebida pelos visitantes, em particular, devido à sua inversão do looping. Muitos visitantes perceberam que a atração dá uma grande quantia de pressão no topo do looping.
Em 29 de agosto de 2013, o Six Flags Magic Mountain anunciou oficialmente que ligaria tanto a Batman: The Ride quanto a Colossus ao contrário por um tempo limitado na temporada 2014. Eles também expandiriam o Bugs Bunny Worldcom a inclusão de uma nova montanha-russa. Em 8 de abril de 2014, o Six Flags Magic Mountain anunciou que o parque abrigaria seu primeiro evento de natal, Holiday in the Park, no final de 2014 e em anos futuros.
No verão de 2014, o parque colocou banners pela propriedade divulgando a nova atração Bonzai Pipelines no parque vizinho, Hurricane Harbor, junto com o fechamento da Colossus, que aconteceu em 16 de agosto de 2014. Em 28 de agosto de 2014, o Six Flags anunciou a substituição da Colossus. A Rocky Mountain Construction converteria a antiga atração na maior montanha-russa híbrida do mundo. Chamada de Twisted Colossus, ela abriria em 2015.

## Áreas temáticas
Há atualmente nove áreas temáticas dentro do parque – cada zona contando com suas próprias atrações e restaurantes.
| Área | Imagem | Descrição |
| --- | ------ | --- |
| Six Flags Plaza |        | A entrada e saída principal do parque. Conta com lojas de lembranças, restaurantes, serviços de fotos e relações com visitantes (imagens: Área Six Flags Plaza com as atrações Revolution e Tatsu ao fundo). |
| Baja Ridge |        | Sul da área temática com paisagem desértica, inclui três montanhas-russas. |
| Cyclone Bay |        | Conta com algumas atrações e jogos de destreza. |
| DC Universe |        | As atrações nesta área são inspiradas no universo da DC Comics. |
| Samurai Summit |        | |
| Área temática de folclore japonês e mitologia, com três montanhas-russas no topo de sua colina. Superman: Escape from Krypton, embora não tenha temática japonesa, está incluída nesta área. |        | |
| Rapids Camp Crossing |        | Esta área simula um acampamento na vilda selvagem americana. |
| Colossus County Fair |        | Jogos de barracas e três das maiores montanhas-russas. Também conta com a Lex Luthor: Drop of Doom. |
| High Sierra Territory |        | Esta área conta com grandes sequoias, inspiradas nos parques nacionais da Califórnia. Bugs Bunny World: Os personagens Looney Tunes residem neste ponto cheio de atrações projetadas especificamente para crianças. Whistlestop Park: Os visitantes podem embarcar em um trem através de paisagens cênicas. Também possui uma montanha-russa infatil com temática de trens. Conhecida no passado como "Thomas Town" (2008–2010) |
| The Movie District |        | Inspirada nos filmes, os visitantes podem assistir shows ao vivo com dublês, escalar uma parede de pedra ou andar nas duas montanhas-russas da área. |

## Cinema e televisão
A proximidade do Magic Mountain do centro de Los Angeles, o centro da indústria de filmes e televisão americanas, resultou em sua aparição em várias produções, geralmente representando um parque qualquer. A estreia da Revolution era o ponto focal do filme de 1977 Rollercoaster. Em 1982, o Magic Mountain tornou-se o "Walley World" fictício para o National Lampoon's Vacation, contando com cenas com a Revolution e a Colossus (usando nomes fictícios). Na televisão, o Magic Mountain apareceu como o parque temático nos créditos de abertura da série de televisão Step by Step. Outras produções de TV que contaram com o Magic Mountain são Entourage, CHiPs, Wonder Woman, Way Out Games, Knight Rider, Beverly Hills, 90210, Melrose Place, The King of Queens, e Buffy the Vampire Slayer. A banda Kiss também filmou um filme de televisão de 1978 intitulado Kiss Meets the Phantom of the Park que contavam com membros da banda no parque e próximos a Colossus. No filme de 2000 Space Cowboys Donald Sutherland é mostrado andando na Viper e é retratado como o desginer quando Clint Eastwood o recruta.
No show Drake & Josh da Nickelodeon, Drake, Josh e Megan têm uma viagem para a Mystic Mountain (paródia de Magic Mountain) no episódio "The Demonator" e eles andam na"Demonator". Além disso, em outro show da Nickelodeon, Zoey 101, Zoey e Lisa levam Michael para a Mystic Mountain (tanto Drake & Josh & Zoey 101 foram criados por Dan Schneider), e eles ajudam Michael a vencer seu medo de montanhas-russas no episódio "Rollercoaster". Ele anda na "Spine Twister", que era na realidade a Goliath do Magic Mountain. Em 1990, no programa Wild and Crazy Kids, da Nickelodeon, a montanha-russa Colossus era apresentada como um jogo chamado "Wacky RollerCoaster Spill". Ela também foi apresentada em Zombieland em 2009. No filme This Is Spinal Tap, a banda apresenta um show de marionetes no fictício "Themeland Amusement Park" em Stockton, Califórnia, localizado a 480 km a note de Santa Clarita. O local real da filmagem era o anfiteatro do Magic Mountain. O vídeo do Kidsongs Ride the Roller Coaster é filmado no Six Flags Magic Mountain. A estreia do filme The School Gyrls, do grupo Nick Cannon, foi no Magic Mountain. No novo filme Judy Moody and the Not Bummer Summer, eles vão a um parque temático e andam em uma montanha-russa pela primeira vez. A montanha-russa era a Goliath. A Goliath também é mostrada como a montanha-russa "Aquaman" na terceira temporada da série da HBO Entourage.
Em 2011, o parque foi escolhido como o cenário da versão do Travel Channel para o quiz show Scream! If You Know the Answer. O elenco da série Glee visitou o parque em 2012 para o episódio "Big Brother", no qual eles andam na Viper.
Em 2013, uma grande seção do estacionamento foi bloqueado para um comercial do Toyota Camry. As fotos e o cenário revelavam a Goliath e a Colossus, indicando que foi no Magic Mountain que o comercial foi gravado. A atração que foi construída para o comercial lembrava a nova montanha-russsa do parque na época, a Full Throttle: uma grande subida, um looping, uma parte com propulsão ao contrário e uma parte com propulsão para frente que corria por um túnel próximo à subida.

## Atrações

### Montanhas-russas
O Six Flags Magic Mountain possui o recorde de maior quantidade de montanhas-russs em um parque de diversão, com 18.
| Nome atual                     | Imagem | Ano de abertura | Fabricante                   | Área do parque        | Nota de emoção/intensidade | Altura mínima                                             | Descrição |
| ------------------------------ | ------ | --------------- | ---------------------------- | --------------------- | -------------------------- | --------------------------------------------------------- | --- |
| Apocalypse: The Ride           |        | 2009            | Great Coasters International | Cyclone Bay           | Moderado                   | 1,21 m                                                    | Montanha-russa de madeira que conta com viradas íngremes e quedas em espiral. Conhecida no passado como "Terminator Salvation: The Ride" (2009–2010) |
| Batman: The Ride               |        | 1994            | Bolliger & Mabillard         | DC Universe           | Máximo                     | 1,37 m                                                    | Montanha-russa sem piso suspensa com curvas fechadas e cinco inversões. |
| Canyon Blaster                 |        | 1999            | E&F Miler Industries         | High Sierra Territory | Moderado                   | 83 cm para andar com um adulto e 91 cm para andar sozinho | Montanha-russa infantil. |
| Full Throttle                  |        | 2013            | Premier Rides                | Full Throttle Area    | Máximo                     | 1,37 m                                                    | Uma montanha-russa de lançamento com dois lançamentos para frente e um para trás. A Full Throttle possui o maior looping vertical do mundo, com 48 metros, e o primeiro "top hat" construído em uma inversão. Ela também é a montanha-russa com looping vertical mais rápida do mundo. |
| Gold Rusher                    |        | 1971            | Arrow Development            | The Movie District    | Moderado                   | 1,21 m                                                    | Os trens mergulham, viram, e mergulham para cima e ao redor do terreno montanhoso do parque. A Gold Rusher é a primeira montanha-russa do Six Flags Magic Mountain. |
| Goliath                        |        | 2000            | Giovanola                    | Colossus County Fair  | Máximo                     | 1,21 m                                                    | Os passageiros encaram uma queda de 78 metros em um túnel subterrâneo e várias curvas fechadas. |
| Green Lantern: First Flight    |        | 2011            | Intamin                      | DC Universe           | Máximo                     | 1,32 m                                                    | Os carros andam em um trilho enquanto os assentos se movem para frente e para trás em um eixo separado do trilho. |
| Magic Flyer                    |        | 1971            | Bradley and Kaye             | High Sierra Territory | Regular                    | Nenhuma, os passageiros não podem ser maiores que 1,37 m  | Montanha-russa infantil com temática de trem no Whistlestop Park. Conhecida no passado como "Goliath Jr." (2001–2007) e "Percy's Railway" (2008–2010) |
| Ninja                          |        | 1988            | Arrow Dynamics               | Samurai Summit        | Moderado                   | 1,06 m                                                    | Carros suspensos em um trilho acima da cabeça andam por curvas inclinadas e entre as copas das árvores. |
| Revolution                     |        | 1976            | Anton Schwarzkopf            | Baja Ridge            | Moderado                   | 48                                                        | Os visitantes passam por curvas fechadas e esepirais entre as copas das árvores. A Revolution dem um looping de 360 graus completos. |
| The Riddler's Revenge          |        | 1998            | Bolliger & Mabillard         | The Movie District    | Maximum                    | 1,21 m                                                    | Os visitantes vão para cima e para baixo em 1330 metros de trilhos de aço em uma posição de pé. |
| Road Runner Express            |        | 2011            | Vekoma                       | High Sierra Territory | Moderado                   | 91 cm                                                     | Montanha-russa suave. |
| Scream!                        |        | 2003            | Bolliger & Mabillard         | Colossus County Fair  | Máximo                     | 1,37 m                                                    | Carros sem piso acima do trilho passam por sete inversões em um trajeto de de aço de 1,21 km. |
| Speedy Gonzales Hot Rod Racers |        | 2014            | Zamperla                     | Bugs Bunny World      | Suave                      | 91 cm com adulto, 1,06 sozinho                            | Montanha-russa da família Zamperla com temática de carros. |
| Superman: Escape from Krypton  |        | 1997            | Intamin                      | Samurai Summit        | Máximo                     | 1,37 m                                                    | Os passageiros aceleram ao contrário de 0 a 167 km/h em sete segundos e sobem quase 41 andares no ar. Entrada do Superman Escape from Krypton, uma montanha-russa de lançamento. Conhecida no passado como "Superman: The Escape" (1997–2010).                                         |
| Tatsu                          |        | 2006            | Bolliger & Mabillard         | Samurai Summit        | Máximo                     | 1,37 m                                                    | Montanha-russa suspensa, na qual os passageiros experimentam um total de 263° em mudanças de elevação enquanto ficam de bruços. |
| Twisted Colossus               |        | 2015            | Rocky Mountain Construction  | Colossus County Fair  | Máximo                     | 1,21 m                                                    | |
| Viper                          |        | 1990            | Arrow Dynamics               | Baja Ridge            | Máximo                     | 1,37 m                                                    | Os visitantes são virados para cima e pra baixo sete vezes de três diferentes formas e alcançam velocidades de 110 km/h |
| X²                             |        | 2002            | Arrow Dynamics               | Baja Ridge            | Máximo                     | 1,21 m                                                    | Os visitante experimentam manobras para frente e para trás enquanto se sentam em assentos em eixos separados do trilho Conhecido no passado como "X" (2002–2007). |

### Outras atrações
| Atração                      | Imagem | Ano introduzido | Fabricante                                | Local no parque                  | Nível de emoção/intensidade | Altura mínima | Descrição |
| ---------------------------- | ------ | --------------- | ----------------------------------------- | -------------------------------- | --------------------------- | --- | --- |
| Buccaneer                    |        | 1980            | Intamin                                   | Colossus County Fair             | Moderado                    | Nenhuma altura mínima exigida com um adulto; 1,06 m para ir sozinho No height minimum required with an adult; 42 to ride alone | Navio viking. |
| Cyclone 500                  |        | 1992            | J & J Amusements                          | Cyclone Bay                      | Suave                       | 1,47 m | Atração de kart. Exige taxa adicional para participar. |
| Dive Devil                   |        | 1996            | SkyCoaster Inc.                           | Cyclone Bay                      | Moderado                    | 1,21 m | Atração que gira simulando uma experiência de sky diving. Exige taxa adicional para participar. |
| Flash: Speed Force           |        | 1974            | Mack Rides                                | DC Universe                      | Moderado                    | 42 | Atração Mack Musik Express conhecida no passado como Himalaya em 1974–1986; Subway em 1987–1993, ACME Atom Smasher em 1994–2004 e Atom Smasher em 2005–2010. |
| Grand Carousel               |        | 1971            | Philadelphia Toboggan Coasters            | Six Flags Plaza                  | Suave                       | Sem altura mínima com um adulto, 1,06 m para ir sozinho                                                                        | Carrossel com origens em 1912. Ele foi removido na década de 1960 da área de diversão do Savin Rock em West Haven, Connecticut, e vendido para o Magic Mountain. O Grand Carousel é uma atração familiar localizada na área Six Flags Plaza.                          |
| Jet Stream                   |        | 1972            | Arrow Development                         | Cyclone Bay                      | Moderado                    | 1,06 m para ir sozinho | Atração de splash. Primeiro splash da Arrow a usar um sistema de carregamento de plataforma giratória. Conhecido em 2001–2006 como Arrowhead Splashdown. O Jet Stream é um splash familiar localizado próximo à entrada do Gold Rusher. A atração foi aberta em 1972. |
| Lex Luthor: Drop of Doom     |        | 2012            | Intamin                                   | Colossus County Fair             | Máximo                      | 1,21 m | Atração de queda livre com uma altura de 10,1 metros, com uma velocidade de 136 km/h |
| Orient Express               |        | 1971            | Korneuberg Shipbuilding Company (Austria) | Six Flags Plaza / Samurai Summit | Suave                       | Sem altura mínima | Trem funicular ref>Zeitschrift Blickpunkt Straßenbahn (Tram Focus Magazine) - Trams of the World 2013</ref> que transporta os visitantes para Samurai Summit, próximo ao Ninja. Conhecido no período 1971–1988 como Funicular.                                        |
| Roaring Rapids               |        | 1981            | Intamin                                   | Rapids Camp Crossing             | Moderado                    | 1,06 m | Corredeira rápida que simula uma expedição de raft. |
| Sandblasters                 |        | 1971            | Reverchon                                 | The Movie District               | Moderado                    | 1,06 m para entrar, 1,37 m para dirigir.                                                                                       | Bate-bate. |
| Scrambler                    |        | 2003            | Eli Bridge                                | The Movie District               | Moderado                    | 91 cm | A antiga atração de scramber do parque foi danificada por uma árvore arrancada. Este scrambler foi realocado do Six Flags Over Texas. |
| Sky Tower & Museum           |        | 1971            | Intamin                                   | Samurai Summit                   | Suave                       | Sem altura mínima | Torre de observação de 38 andares. Em 2008, um museu foi incluído ao topo da torre mostrando artigos da história do parque. |
| Sling Shot                   |        | 2012            | Funtime                                   | Cyclone Bay                      | Suave                       | 1,11 | Atração paga à parte. |
| Swashbuckler                 |        | 1983            | Chance Rides                              | Colossus County Fair             | Moderado                    | 1,06 m | Atração Chance Yo-Yo. |
| Tidal Wave                   |        | 1989            | Intamin                                   | The Movie District               | Moderado                    | 1,06 m | Atração Shoot-the-Chute. Segue abaixo de uma ponte onde as pessoas ficam molhadas. Tidal Wave é uma atração Shoot the Chute que conta com uma queda de 15 metros. A atração é rotulada pelo Six Flags Magic Mountain como uma atração familiar.                       |
| Wonder Woman: Lasso of Truth |        | 1974            | Hrubetz                                   | DC Universe                      | Moderado                    | 1,06 m | Atração Round Up; conhecida no passado como Electric Rainbow em 1974–1986, Turbo em 1987–1993, Gordon Gearworks em 1994–1998 e Grinder Gearworks em 1999–2010. |

## Antigas atrações
| Atração                             | Ano de abertura | Ano de fechamento | Fabricante                 | Descrição |
| ----------------------------------- | --------------- | ----------------- | -------------------------- | --- |
| 99 Steam Train                      | 1971            | 1981              | Crown Metal Products       | O trem para o país dos trolls |
| Billy the Squid                     | 1971            | 1973              | Anton Schwarzkopf          | Polyp Ride. Em 1973, esta atração teve um problema de manutenção e foi removida. O Jolly Monster foi construído em seu local. |
| Circus Wheel                        | 1971            | 1999              | Chance Rides               | Chance Trabant com tema romano. Ele girava em sentido horário e inclinava ao mesmo tempo. O Trabant foi removido e substituído por um Tilt-A-Whirl, mantendo o nome Circus Wheel. |
| Circus Wheel                        | 1981            | 2008              | Sellner Manufacturing      | Este Tilt-A-Whirl da Sellner era conhecido no passado pelos nomes Fiesta Dance 1981-1981; Baile de las Flores 1982–1988 e Jolly Roger 1988–1999. O Tilt-A-Whirl foi removido para dar lugar ao jogo de basquete 3-Point Challenge, que foi substituído por Lex Luthor: Drop of Doom. O Tilt-A-Whirl foi para o depósito. |
| Colossus                            | 1978            | 2014              |                            | A montanha-russa icônica, que tinha duas pistas, foi removida em agosto de 2014 para dar lugar à Twisted Colossus, uma montanha-russa híbrida. |
| Condor                              | 1988            | 1989              | Huss Rides                 | Essa Condor da Huss foi aberta por dois anos antes de ser removida. Ela foi removida para dar lugar á Viper. |
| Crazy Barrels                       | 1971            | 1989              | Intamin                    | Essa atração antigamente se localizava em um county fair. A atração foi removida mas as plataformas abandonadas ainda estão lá atrás do jogo de basquete próximo ao Metro station. |
| Déjà Vu                             | 2001            | 2011              | Vekoma                     | Localizado em "Cyclone Bay". Carros sem piso suspenso atravessam um trajeto para frente e para trás. Removida e enviada para o Six Flags New England como Goliath. |
| Dragon                              | 1974            | 1981              | Arrow Development          | Este teleférico levava os visitantes do nível mais alto atrás da montanha para o nível mais baixo e vice-versa. A atração parou de funcionar em 1981 mas não foi removida até a Ninja ser construída em 1988. Partes da estação superior foram reusadas para a Ninja, o trilho de concreto da The Dragon, a parede e a estação inferior são visíveis à esquerda da descida final da Ninja.                                                             |
| Eagle's Flight – El Dorado          | 1971            | 1981              | Intamin                    | Este teleférico da Intamin levava os passageiros da parte superior da montanha para a inferior ao norte da montanha. A estação era próxima à área El Bumpo. |
| Eagle's Flight – Galaxy             | 1971            | 1994              | Intamin                    | Um segundo teleférico do topo da montanha para a parte inferior na área de County Fair. |
| El-Bumpo                            | 1971            | 1979              | Arrow Development          | Barcos movidos à gasolina localizados no lago. |
| Flashback                           | 1992            | 2008              | Intamin                    | Montanha-russa de aço com várias descidas íngremes. O Flashback estava de pé mas não funcionando em 2003 e foi demolida e descarta em 2008. |
| Freefall                            | 1982            | 2008              | Intamin                    | Uma atração de queda livre de primeira geração. A atração não estava funcionando em 2005 e 2006, no entanto, ela foi descartada para a temporada de 2008. |
| Galaxy                              | 1971            | 1979              | Intamin                    | Uma roda-gigante. A atração foi removida e localizava-se onde a Buccaneer e a Swashbuckler se situam atualmente. |
| Grand Centennial Excursion Railroad | 1975            | 1985              |                            | Um grande trem a vapor que levava os passageiros. Localizava-se a norte da montanha-principal. |
| Granny Gran Prix                    | 1971            | 2007              | D. H. Morgan               | Esta atração com carros era conhecida como Chevron Gran Prix (movida a gasolina) em 1971–1986. Uma nova versão (movida a eletricidade) foi aberta por três anos antes de ser transferida em 1988 para o Bugs Bunny World. O trajeto antigo foi demolido para dar lugar à Tidal Wave. Em dezembro de 2007, ele foi demolido para dar lugar à abertura da Thomas Town em 2008.                                                                           |
| Jolly Monster                       | 1973            | 1981              | Eyerly                     | Uma atração que substituiu a Billy the Squid. Esta atração radical estava na Pirate's Cove próximo à Colossus, Buccaneer eSwashbuckler. A atração foi removida e seu lugar permanece vazio por sete anos antes de a Tilt-A-Whirl ser transferida para lá. |
| Little Sailor Ride                  | 1971            | 1985              |                            | Yankee Doodle Dandy (1971–1972) Sailboat Ride (1973–1980) Little Sailor Ride (1981–1985) |
| Log Jammer                          | 1971            | 2011              | Arrow Development          | Um splash com duas grandes quedas. Removida para dar lugar à Full Throttle. |
| Magic Pagoda                        | 1974            | 1984              |                            | Uma atração localizada no Samurai Summit. Ela contava com um Buda falante, um labirinto de espelhos, um caminho por uma versão em miniatura de Chinatown e vários outros itens em menor escala com tema chinês. Agora usado como parte do labirinto da temporada de Halloween. |
| Metro                               | 1971            | 2011              | Universal Mobility         | Este monotrilho funciona com duas estações no High Sierra Territory e Colossus County Fair mas o monotrilho esteve de pé mas não funcionando desde 2001. Em 2008, o parque não tinha planos de reabrir a atração. Os trens localizavam-se próximo ao antigo local da Flashback onde elas estavam por 10 anos. Em 2011, os trens do monotrilho foram realocados para o Hersheypark. O trajeto abandonado e a estação têm previsão de serem descartados. |
| Mountain Express                    | 1973            | 1982              | Anton Schwarzkopf          | Montanha-russa localizada próximo a onde se situava a Flashback. Realocado para o Magic Landing como Wildcat e depois para Bosque Magico como Montana Rusa. |
| Psyclone                            | 1991            | 2006              | Dinn Corporation           | Uma montanha-russa de madeira inspirada na Cyclone do parque Astroland em Brooklyn, Nova Iorque. Ela foi demolida para a temporada 2007 e as pilhas de madeira permaneceram no local por muitos dias após a destruição. O local agora abriga outra montanha-russa de madeira, a Apocalypse. |
| Reactor                             | 1977            | 1993              | Anton Schwarzkopf          | Conhecida em 1977–1987 como Enterprise, foi renomeada para Reactor em 1987. Esta atração radical foi removida no final da temporada 1993. |
| Sarajevo Bobsleds                   | 1984            | 1986              | Intamin                    | Montanha-russa de bobsle nomeada em homenagem às Olimpíadas de 1984. Removida devido ao programa de rotação de atrações do Six Flags e substituída pela Shockwave. Ela foi transferida para o Six Flags Over Texas e aberta como Avalanche, mas mais tarde foi renomeada e retematizada para La Vibora para combinar melhor com a seção Espanha do parque.                                                                                             |
| Scrambler                           | 1973            | 2003              | Eli Bridge                 | Esta atração de scrambler foi danificada por uma árvore arrancada; no entanto, o Six Flags Magic Mountain recebeu outro scrambler do Six Flags Over Texas. |
| Shockwave                           | 1986            | 1988              | Intamin                    | Outra montanha-russa de aço. Ela foi removida em 1989 e realocada para o Six Flags Great Adventure devido ao programa de rotação de atrações. |
| Sierra Twist                        | 1973            | 2008              | Anton Schwarzkopf          | Uma atração Bayern Kurve da Schwarzkopf, originalmente conhecida como Swiss Twist. Ela era uma atração de bobsled de alta velocidade com uma pista circular. A atração foi removida devido a peças envelhecidas e altos custos de manutenção. |
| Spin Out                            | 1971            | 2008              | Chance Rides               | Uma atração Chance Rotor conhecida em 1971-1972 como Bottoms Up. É mostrada no clipe musical "Heaven is a Place on Earth" de Belinda Carlisle. O vídeo foi dirigido por Diane Keaton. |
| Thrill Shot                         | 2001            | 2012              | S&S Worldwide              | Atração de slingshot. A atração exige uma taxa extra dos visitantes. A Thrill Shot foi fechada em 2009 e nunca mais reabriu devido aos altos custos de manutenção. No início de 2012, a atração foi removida. |
| Tumble Drum                         | 1974            | 1980              |                            | Esta atração localizava-se próximo ao Electric Rainbow. |
| Yosemite Sam Sierra Falls           | 1993            | 2010              | WhiteWater West Industries | Toboáguas duplos com rafts no no Bugs Bunny World. Foi demolida para dar lugar ao Road Runner Express. |
| Z-Force                             | 1987            | 1993              | Intamin                    | Uma montanha-russa tematizada como um avião da Força Aérea. A atração foi removida no final da temporada 1993 para dar lugar à Batman: The Ride. |

## Rankings

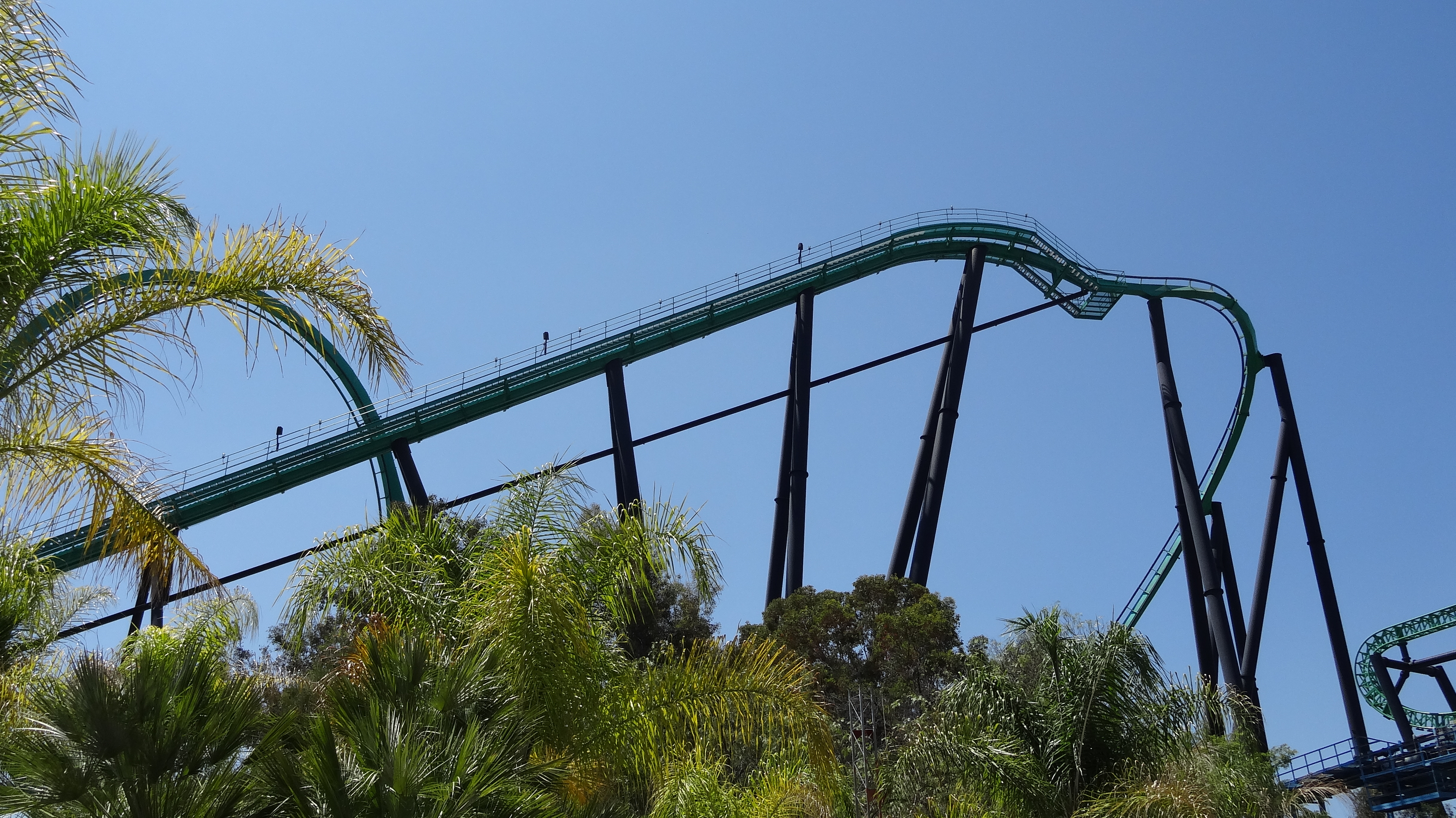
The Riddler's Revenge,a mais alta e rápida montanha-russa do mundo, com seis inversões.

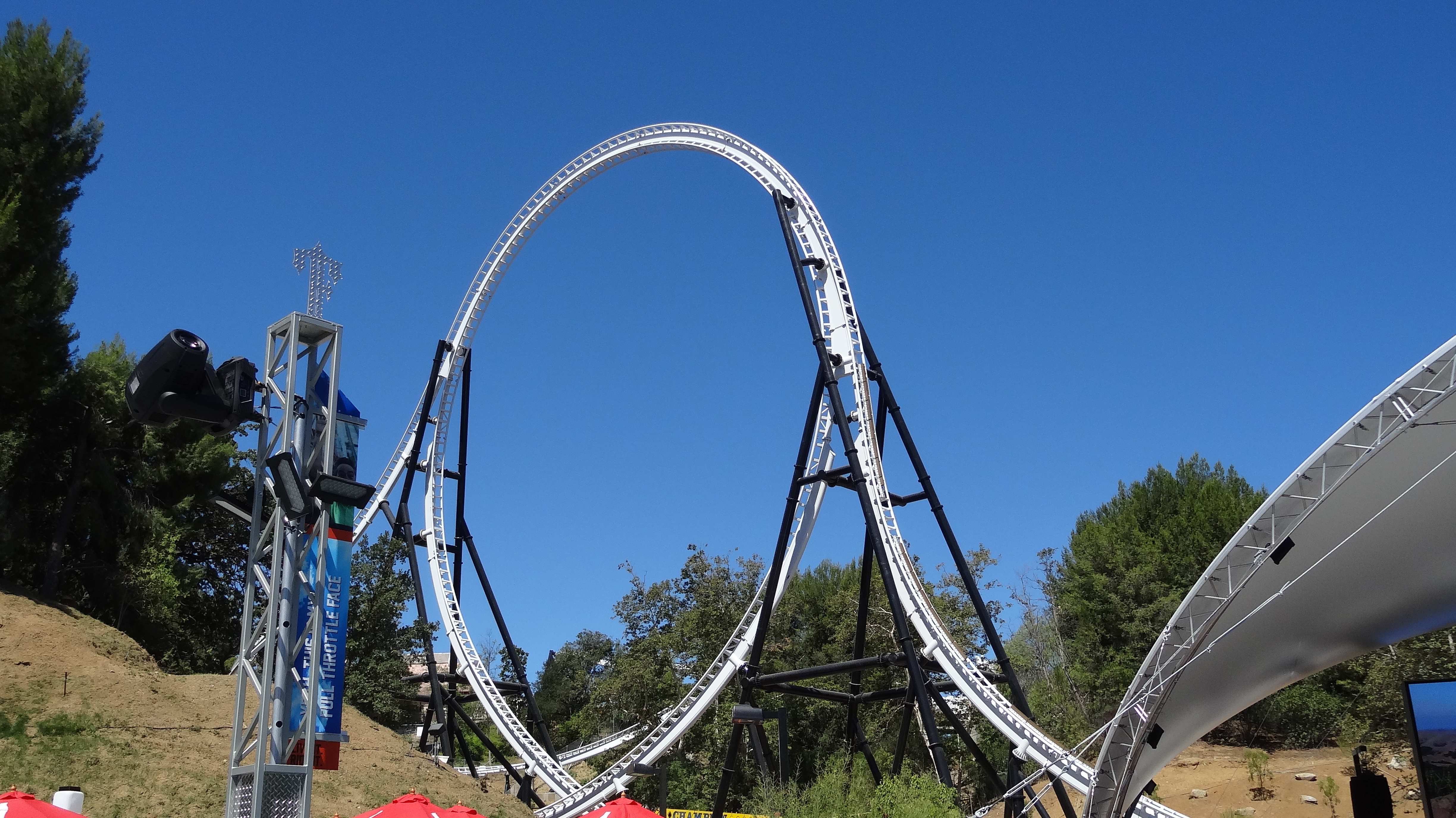
Full Throttle's é uma montanha-russa de lançamento que conta com o mais alto looping vertical do mundo.

As montanhas-russas do Six Flags Magic Mountain são muitas vezes premiadas no prêmio anual Golden Ticket Awards da Amusement Today. Com a abertura da Full Throttle em 22 de junho de 2013, o Six Flags Magic Mountain obteve o recorde mundial de maior número de montanhas-russas em um parque de diversão.
Abaixo está uma tabela com as montanhas-russas no Six Flags Magic Mountain e sua colocação mais alta no Golden Ticket Awards.
| Montanha-russa | Posição mais alta |
| -------------- | ----------------- |
| X²             | 18                |
| Tatsu          | 28                |
| Goliath        | 41                |

### Atrações que quebraram recordes
O Six Flags Magic Mountain possui algumas atrações que quebraram recordes em várias categorias.
| Atração                  | Tipo de atração                   | Data de abertura                                  | Recorde(s) | Altura     |
| ------------------------ | --------------------------------- | ------------------------------------------------- | --- | ---------- |
| Revolution               | Montanha-russa de aço             | 8 de maio de 1976                                 | Primeira montanha-russa com looping vertical construída desde 1901. Montanha-russa mais alta do mundo quando foi construída.                 | 34 metros  |
| The Riddler's Revenge    | Stand-up roller coaster           | 4 de abril de 1998                                | Montanha-russa mais alta e mais rápida do mundo.                                                                                             | 47 metros  |
| Full Throttle            | Montanha-russa de lançamento      | 22 de junho de 2013                               | Primeira montanha-russa de lançamento que contava com um "top hat" construído em um looping vertical. O mais alto looping vertical do mundo. | 48 metros  |
| Tatsu                    | Flying roller coaster             | 13 de maio de 2006                                | Mais alta e rápida flying roller coaster do mundo.                                                                                           | 51 metros  |
| X²                       | Montanha-russa de quarta dimensão | X: 12 de janeiro de 2002 ; X²: 24 de maio de 2008 | Primeira montanha-russa de quarta dimensão do mundo. Conta com assentos giratórios, música de fundo, fumaça e fogo.                          | 53 metros  |
| Lex Luthor: Drop of Doom | Torre de queda                    | 7 de julho de 2012                                | Mais alta torre de queda do mundo. | 126 metros |